# Johan Waldemar Neergaard

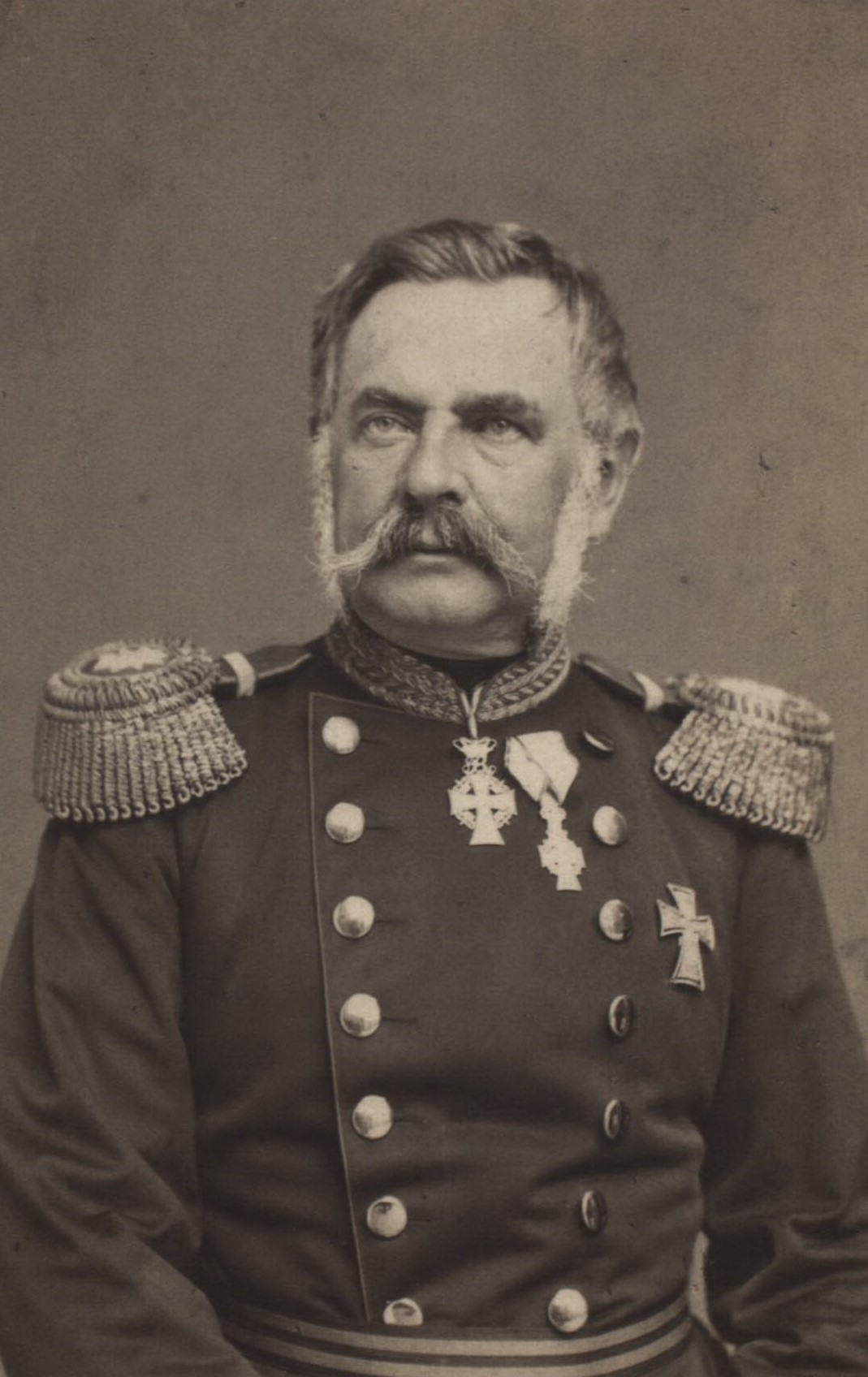
Johan Waldemar Neergaard

Johan Waldemar Neergaard (* 18. April 1810 in Gisselfeld; † 9. Juli 1879 in Kopenhagen) war ein dänischer General und Kriegsminister.

## Herkunft und Familie
Neergaards Vater war der Gutsverwalter und Großbauer Johan Henrik Neergaard (1771–1817), seine Mutter war dessen Gattin Christine Marie, geb. Buch (1785–1823). Am 27. Dezember 1849 heiratete Neergaard Anna Hermandine Maria Spethmann (1823–1917), Tochter des Kaufmannes Franz Daniel Spethmann (ca. 1786–1851) und dessen Gattin Lucia Dorothea Henriette, geb. Krus (ca. 1784–1871).

## Leben
Nach der Ausbildung in der Landkadetakademi wurde Neergaard 1830 Sekondeleutnant im Schleswigschen Jägerkorps, jedoch wollte er die Ausbildung an der Königlichen Militärischen Hochschule nicht fortsetzen. Er blieb beim Heer und wurde 1835 Premierleutnant, 1842 Brigadeadjutant, 1840 Kapitän, 1851 Oberstleutnant, 1863 Oberst und 1865 Generalmajor.  In beiden Schleswigschen Kriegen bewies er große Fähigkeiten als Infanterieoffizier. Am 6. November 1865 trat er in das Kabinett Frijs als Kriegsminister ein und bekam damit die große Aufgabe, nach dem Abtritt Schleswig-Holsteins an Preußen eine neue Heeresorganisation zu schaffen. Die Grenze war damit an die Festungen Fredericia herangerückt und der Kleine Belt war kein innerdänisches Gewässer mehr. Dass das Heer erst reformiert werden konnte, nachdem Verfassungsfragen geklärt waren, musste er akzeptieren, aber es fehlte ihm an politischer Einsicht und Verhandlungsfähigkeiten und so kam Neergaard in Konflikt mit seinen Ministerkollegen und dem Reichstag. Die Ausfertigung der neuen Heeresstatuten wurde im Februar 1866 einer Kommission unter dem Vorsitz Andreas Frederik Kriegers übertragen. Das Budget des Kriegsministeriums für 1866/67 wurde nach einem Regierungsbeschluss ohne wesentliche Änderungen zum Vorjahr beschlossen, aber Neergaard musste gewisse Kürzungen im Reichstag hinnehmen. Seine Pläne für die Zukunft entwickelte er im Staatsrat, wo er das Missfallen Christian IX. mit dem Vorschlag des Abbaus der Kavallerie erweckte. Sein Hauptaugenmerk legte er auf die Infanterie. Die Heeresstärke sollte auf 35.000 Mann wachsen. Das vorläufige Budget veranschlagte Neergaard bei 3,4 Millionen Reichstalern, bedeutend mehr als das Finanzministerium gutheißen konnte. Eine gewisse Unterstützung erhielt er im Kabinett von Innenminister Estrup und Kultusminister Christian Rosenørn-Teilmann. Den Entwurf für eine Heeresordnung nach diesen Maßgaben sandte Neergaard an die Heeresstatutenkommission, trat aber auf eigenen Wunsch am 30. September 1866 zurück. Im Jahr danach wurde er zum General ernannt und bekam das Kommando über eine Brigade und ging 1877 in Pension.

## Schriften
- Mit Forpostsystem[1]

## Auszeichnungen
- 1847: Ritterkreuz des Dannebrogordens[1]
- 1848: Dannebrogsmændenes hæderstegn[1]
- 1862: Komtur des Dannebrogordens[1]
- 1877: Großkreuz des Dannebrogordens[1]

## Endnoten
1. 1 2 3 4 5 6 7  Helge Larsen: Johan Waldemar Neergaard. In: Svend Cedergreen Bech, Svend Dahl (Hrsg.): Dansk biografisk leksikon. Begründet von Carl Frederik Bricka, fortgesetzt von Povl Engelstoft. 3. Auflage. Band 10: Moltke–Olrik. Gyldendal, Kopenhagen 1982, ISBN 87-01-77464-6 (dänisch, biografiskleksikon.lex.dk).
2. ↑  P. N. Nieuwenhuis: Neergaard, Johan Valdemar. In: Carl Frederik Bricka (Hrsg.): Dansk biografisk Lexikon. Tillige omfattende Norge for Tidsrummet 1537–1814. 1. Auflage. Band 12: Münch–Peirup. Gyldendalske Boghandels Forlag, Kopenhagen 1898, S. 163 (dänisch, runeberg.org).

| Personendaten    | Personendaten                        |
| ---------------- | ------------------------------------ |
| NAME             | Neergaard, Johan Waldemar            |
| KURZBESCHREIBUNG | dänischer General und Kriegsminister |
| GEBURTSDATUM     | 18. April 1810                       |
| GEBURTSORT       | Gisselfeld                           |
| STERBEDATUM      | 9. Juli 1879                         |
| STERBEORT        | Kopenhagen                           |